# Glypta angusta
Glypta angusta là một loài tò vò trong họ Ichneumonidae.